# Ecdyonurus belfiorei
Ecdyonurus belfiorei is een haft uit de familie Heptageniidae. De wetenschappelijke naam van de soort is voor het eerst geldig gepubliceerd in 2000 door Haybach & Thomas.
De soort komt voor in het Palearctisch gebied.